# Meteorologiåret 1909

## Händelser

### Januari
- 5-6 januari - Kraftigt regn i Kanada förstör vägar och broar i New Brunswick [1].

### Mars
- 3-18 mars - Snödjupet Stockholm, Sverige ökar från 8 till 76 centimeter. Nytt rekord [2].

### April
- 29 april - Tornados dödar 125 personer i sydöstra USA, bland dem över 50 i Tennessee.[3]

### Maj
- 16 maj - En hagelstorm orsakar stor skada i Uvalde County, Texas, USA, och hagelkornen är stora nog att ta död på korna.[4][5]  Enligt New York Herald dödas ranchägare James Carpenter "och sju anställda mexikanska män".[6]

### Juni
- 8 juni - En tsunami följer den jordbävning i staden Korinchi på ön Sumatra i Nederländska Indien, och minst 230 personer dödas.[7]

### Juli
- 11 juli - Klockan 03:00 på morgonen bryter en värmebölja ut söder om Cherokee, Oklahoma, USA med temperaturer på cirka 136 °F, och torkan skadar grödorna.[8]
- 20 juli – 10.75 inch regn faller inom 24 timmar över Beaulieu i Minnesota, USA vilket innebär nytt rekord [9].

### Augusti
- 28 augusti - En översvämning i Monterrey, Mexiko dränker 1 200 personer och lämnar 15 000 hemlösa. Vatten från regndränkta Santa Catarina-floden når staden strax efter midnatt [10].

### Oktober
- 11 oktober – En snöstorm härjar i Minnesota, USA [11].

### December
- 14 december - 121,8 millimeter nederbörd faller över Riksgränsen, Sverige vilket innebär nytt svenskt dygnsnederbördsrekord för månaden [12].

### Okänt datum
- Den första skålkorsanemometern tas i bruk i Sverige 1909, den är av Finemantyp [13].
- Meteorologisk institutt i Norge skils från Oslo universitet [14].
- En stormflod slår till mot Danmark [15].

## Födda
- 10 februari – Pisharoth Rama Pisharoty, indisk fysiker och meteorolog.
- 21 september – Joachim Kuettner, tysk-amerikansk rymdforskare och meteorolog.

## Avlidna
- 24 maj – Georg von Neumayer, tysk geofysiker, hydrograf och meteorolog.
- 1 september – Wilhelm Jacob van Bebber, tysk meteorolog.

### Fotnoter
1. ↑  ”Dan, Dan the Weatherman's Canadian Weather Trivia Page”. Arkiverad från originalet den 9 september 2013. https://web.archive.org/web/20130909001246/http://www.dandantheweatherman.com/cantriv.html. Läst 23 februari 2011.
2. ↑  Väderobservationer vid Stockholms observatorium 250 år, SMHI Faktablad nr 27, Januari 2006
3. ↑   "125 Meet Death in Southern Storm", New York Times, May 1, 1909, p1
4. ↑  "Hail Stones at Uvalde Weighed Six Pounds"  San Antonio Light, May 18, 1909, p1
5. ↑  "Deadly Texas Hailstones", New York Times, May 19, 1909, p1
6. ↑  "Texas Hailstones Kill Eight Persons; Fell Like Cannon Balls and Weighed 6 and 7 Pounds", Gettysburg Times, May 20, 1909, p3
7. ↑  "Earthquake Kills 230", new york times, June 10, 1909, p1
8. ↑  Isaac M. Cline, Climatological Data for July 1909: District No. 7. Lower Mississippi Valley, pp 337–338; Monthly Weather Review July 1909
9. ↑  ”Arkiverade kopian”. Arkiverad från originalet den 21 juli 2010. https://web.archive.org/web/20100721153842/http://climate.umn.edu/pdf/day_in_weather_history/july_wx_history.pdf. Läst 16 februari 2011.
10. ↑  "1,200 Persons Lost In Monterey Flood", New York Times, August 30, 1909, p1
11. ↑  ”Arkiverade kopian”. Arkiverad från originalet den 26 juli 2010. https://web.archive.org/web/20100726102332/http://www.climate.umn.edu/pdf/day_in_weather_history/october_wx_history.pdf. Läst 16 februari 2011.
12. ↑  SMHI Arkiverad 26 augusti 2010 hämtat från the Wayback Machine.
13. ↑  SMHI Arkiverad 12 september 2011 hämtat från the Wayback Machine.
14. ↑  MET Arkiverad 15 december 2010 hämtat från the Wayback Machine.
15. ↑  ”DMI”. Arkiverad från originalet den 2 juni 2006. https://web.archive.org/web/20060602201641/http://www.dmi.dk/dmi/index/viden/stormflodstema-2/historiske_stormfloder.htm. Läst 17 februari 2011.